# Felix Bauer
Felix Bauer (* 27. Mai 1903 in Deuben; † 25. Februar 1976 in Freital) war ein deutscher Ornithologe.

## Leben
Am 9. September 1959 übernahm Felix Bauer ehrenamtlich die Leitung der seit 1951 bestehenden Fachgruppe Ornithologie und Vogelschutz der Ortsgruppe Freital beim Kulturbund der DDR. Als solcher war er auch für die Organisation von ca. 250 Gruppenabenden und Vorträgen bzw. Exkursionen verantwortlich. Bereits seit 1954 war er als Beringer von Vögeln aktiv und hat wesentlichen Anteil, dass mehr als 20.000 Vögel beringt und mehrere Tausend Vogelbeobachtungen in einer umfangreichen Kartei festgehalten worden sind. Seine Ehefrau Erna Bauer unterstützte ihn seit 1952 als Schriftführerin der Fachgruppe.
Viele Jahre war Felix Bauer als Mitglied des Bezirksausschusses Ornithologie und Vogelschutz im Bezirk Dresden aktiv. Ferner war er Museumsbeirat des Hauses der Heimat in Freital. 1976 starb er an einem Gehirnschlag.

## Auszeichnungen
- 1970 Ehrennadel für heimatkundliche Leistungen in Silber
- zahlreiche Urkunden und Prämien